# Temistios
Temistios (gr. Θεμίστιος, łac. Themistius) z Paflagonii (ur. ok. 317, zm. w 388) – grecki filozof i retor, wykładowca w założonej przez Konstantyna szkole w Konstantynopolu.
Już jako dwudziestolatek napisał kilka utworów. W mowach skierowanych do władców podkreślał takie zalety jak: filantropia, tolerancja czy sprawiedliwość. W swej lojalności do władcy kierował się zasadą: salus imperii [tj. imperatoris] suprema lex esto (najwyższym prawem [dla obywatela] niech będzie dobro imperatora). W wychowywaniu swoich uczniów kładł nacisk na etykę, zakładając, że celem filozofii jest wychowanie uczniów na ludzi moralnych, kierujących się w życiu przyzwoitością, wstydem i umiarkowaniem.
W 383 roku został mianowany prefektem miasta Konstantynopol (Praefectus urbi) przez cesarza Teodozjusza, który powierzył Temistionowi na wychowanie swoich synów (mianowany przywódcą młodzieży, princeps iuventutis). Objął także godność princeps senatus. 

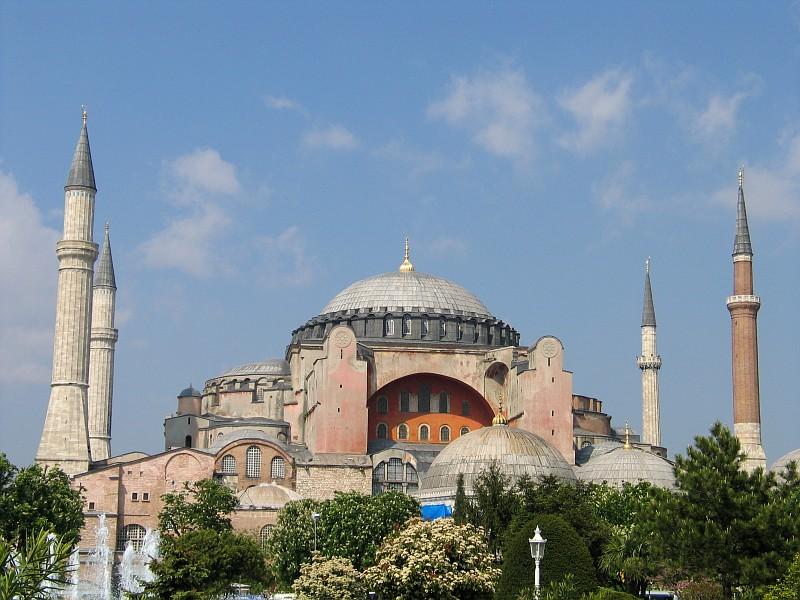
Hagia Sofia – symbol Konstantynopola, który obok Aten i Aleksandrii stał się trzecią stolicą kultury w ówczesnym świecie.

## Stosunek do religii
Temistios był obojętny wobec chrześcijan i spraw wyznaniowych, propagował tolerancję religijną, czym zyskał uznanie Konstancjusza i kolejnych cesarzy. Uważał, że nikt nie jest w stanie zmusić drugiego do życzliwości, czy miłości, zwłaszcza poprzez cesarskie nakazy. Wyżej cenił edykt tolerancyjny Jowiana niż pokój zawarty z Persami. Uważał, że Bóg uznaje różne formy czci, a więc różnorodność kultu jest wręcz pożądana. Wyznawcy różnych religii i tak staną przed jednym Sędzią wszystkich, do którego prowadzą różne drogi.

## Parafraza dzieł Arystotelesa
Sławę Temistiosowi przyniosło parafrazowanie w krótkiej formie myśli z dzieł Arystotelesa, przez co w dużej mierze spopularyzował jego pisma. Zainteresowanie dziełami Arystotelesa odziedziczył po swym ojcu, Eugeniuszu, który również zajmował się parafrazą Arystotelesa w szkole w Paflagonii (prawdopodobnie przez jakiś czas również w Konstantynopolu). Temistios zdecydował się na ich publikację po tym, jak jego stenogramy przedostały się spomiędzy szkolnego środowiska do zewnętrznej publiki, gdzie zyskały uznanie. Swoją metodologię wyjaśniał następująco:

Uważałem za bezcelowe układać objaśnienia pism Arystotelesa, bo dużo ich już istnieje. Nowością wydał mi się zamiar krótkiego i jasnego ujęcia ich myśli. Niejedno przy tym powiedziałem wyraźniej i obszerniej, niejedno przestawiłem, inne rzeczy skróciłem.

Zachowane parafrazy poświadczają, że Temistios starał się ściśle trzymać myśli Arystotelesa, czasami jednak zdobywał się na krytykę tekstu, proponując i uzasadniając własne poprawki. Nie wszystkie parafrazy są jednakowe. Temistios niektóre dzieła streszczał własnymi słowami, w innym miejscu pozwalał sobie na krytykę Arystotelesa. Zachowały się parafrazy następujących dzieł Arystotelesa:
- Analityki wtóre (Analytica Posteriora)[11]
- Fizyka (Physica)[12]
- O duszy (De anima)[13]
- O niebie (De caleo)[14]
- Metafizyka (Metaphysica)[15]

Od końca IV wieku jego parafrazy były tłumaczone na łacinę przez Vettiusa Praetextatusa (zm. 378), który – według Boecjusza – dokonał tłumaczenia Analityki (I i II) nie z Arystotelesa, ale właśnie z Temistiosa. Z tych tłumaczeń korzystali: Ammonios, Symplicjusz z Cylicji, Sophonias, Boecjusz, Kasjodor oraz francuski encyklopedysta z XIII wieku, Vincentius Bellovacensis; studiował je Focjusz.

## Styl
Temistios pisał w czystym attyckim, wzorując się na Platonie, w parafrazach Arystotelesa nie pomijał jednak wyrazów i form koine. Libaniusz wychwalał jego styl, porównywał go z Demostenesem, nazywał drugim Platonem. Grzegorz z Nazjanzu nazywał go wielkim, przyznając tytuł króla mów. Naśladowali go Julian Apostata i Libanios. Focjusz w następujący sposób charakteryzował styl Temistiosa:

Styl pisarza jest jasny, prosty i kwiecisty, autor posługuje się przyjętym powszechnie słownictwem, które wykazuje skłonność do pewnego rodzaju dostojeństwa.

## Inne dzieła
Temistios objaśniał również innych filozofów: Platona, Pitagorasa, Epikura i stoików. Z jego dzieł zachowały się diatryby (7 sztuk) oraz mowy. Focjusz pisał o 36 politycznych mowach Temistiosa.

### Diatryby
- Czy należy oddawać się rolnictwu (Θεσις ει γεωργητεον) – sprzed 355 roku
- Nie należy oglądać się przy studiach na miejsce, lecz na nauczycieli (Περι του μηδεν τοις τοποις, αλλα τοις ανδρασι προσεχειν) – około 355
- Zachęta Nikomedyjczyków do filozofii (Προτρεπτικος Νικομηδευσιν εις φιλοσοφιαν) – sprzed 358 roku
- Powściągliwy, czyli O miłości do dzieci (Μετριοπαθης η φιλοτεκνος) – w oparciu o Plutarcha
- O rozsądku (Περι φρονησεως) – zachowane zakończenie
- O cnocie (Περι αρετης) – w wolnym przekładzie syryjskim
- O przyjaźni[21]

### Mowy
- Sofista
- Przeciw tym, co źle zrozumieli sofistę
- Jak ma przemawiać filozof
- Do tego, który zażądał improwizacji
- Badacz czy filozof (Βασανιστης η φιλοσοφος)
- O nazwach cesarza i konsula

Mowy cesarskie
- O filantropii, czyli Konstancjusz (or. 1, z roku 350)
- Do cesarza Konstancjusza o tym, że najbardziej filozofem jest król (or. 2, z roku 355)
- Mowa poselska w imieniu Konstantynopola (or. 3, z roku 357)
- Pochwała cesarza Konstancjusza (or. 4, z roku 357)
- Miłośnik miasta (or. 5, z roku 363) – panegiryk do Juliana
- Kochający się bracia, czyli o filantropii (or. 6, z roku 364)
- O nieszczęśliwych wypadkach za Walensa (or. 7)
- Z okazji pięciolecia (or. 8, z roku 368)
- Protreptyk do młodszego Walentyniana (or. 9, z roku 369)
- Na pokój do Walensa (or. 10, z roku 369)
- Na dziesięciolecie, czyli O tym, co przystoi cesarzowi (or. 11, z roku 373)
- Miłość, czyli o piękności cesarza (or. 13, z roku 377)
- Mowa poselska do cesarza Teodozjusza (or. 14, z roku 379)
- Do Teodozjusza, która cnota jest najbardziej królewska (or. 15, z roku 381)
- O cesarskiej chęci słuchania (or. 18)
- O filantropii cesarza Teodozjusza (or. 19, z roku 386)
- Dialeksja o mowie (or. 28, z roku 381)
- Mowa dziękczynna do cesarza za pokój i konsulat wodza Saturnina (or. 16, z roku 383)
- O wyborze na zarządce miasta (or. 17 z roku 384)
- O swym przewodnictwie w senacie (or. 31 z roku 384)
- Przeciw tym, co czynili zarzuty z powodu przyjęcia urzędu (or. 34)
- Do cesarza Jowiana
- O wyznaniach religijnych do Walensa